# Séisme de mai 2006 à Java
Le séisme de mai 2006 à Java est un séisme qui s'est produit le 27 mai 2006 à 5 h 54 (heure locale dans l'île de Java, soit le 26 mai à 23 h 54 GMT), à 37 kilomètres au sud de Yogyakarta dans l'île indonésienne de Java et à une profondeur de 33 km avec une magnitude de 6,2 sur l'échelle ouverte de Richter, d'après l'Institut géologique américain (USGS). Initialement mesurée à 6,2, la magnitude de la secousse tellurique a été réévaluée à 6,3.
À environ 35 kilomètres au nord de Yogyakarta se trouve le volcan Merapi qui fait planer une autre menace sur cette région en raison de la reprise de son activité.
Selon un bilan publié par le ministère des Affaires sociales, le tremblement de terre a fait 5 782 morts, 36 299 blessés, 105 000 maisons détruites et 650 000 sinistrés .

## Séisme

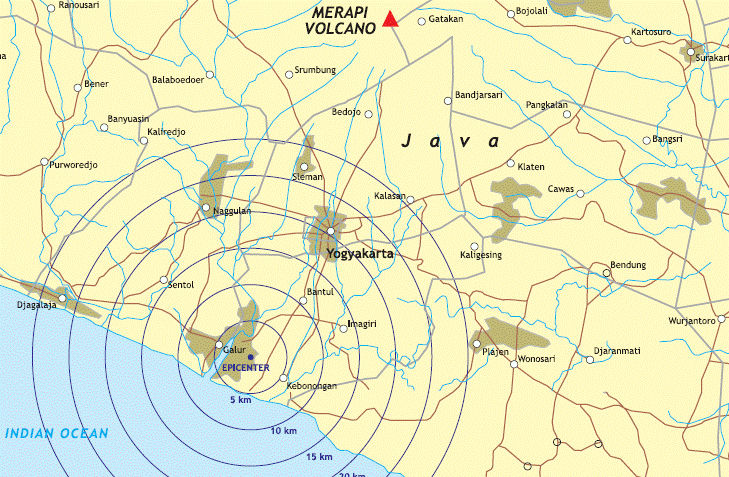
Localisation de l'épicentre.

Le séisme de magnitude 6,2, qui n'a pas provoqué de tsunami, s'est produit à 5 heures 54 locales (23 heures 53 GMT), touchant la ville de Yogyakarta située à 37,6 kilomètres au sud de l'épicentre (lui-même détecté à 17 km de profondeur). Il touche une région très peuplée d'Indonésie.
Selon un responsable du ministère indonésien de l'Énergie et des Ressources naturelles, le puissant séisme a entraîné un accroissement de l'activité du Merapi et les autorités indonésiennes craignent désormais une forte éruption du volcan.
Les autorités indonésiennes ont enregistré plus de 400 répliques depuis le séisme.

## Dégâts
Plusieurs constructions se sont effondrées à Yogyakarta. Selon le ministre des Transports, Hatta Radjasa, la piste de l'aéroport présente des fissures ce qui a entraîné sa fermeture. L'électricité et les communications sont coupées en plusieurs endroits de la région.
La ville la plus touchée est Bantul (en), où plus de 80 % des habitations ont été détruites.
À proximité de Yogyakarta, Borobudur, le plus grand monument bouddhiste au monde, construit entre le VIIIe et le IXe siècle, a résisté au séisme.
Mais le temple hindou de Prambanan, construit au IXe siècle et classé lui aussi patrimoine mondial de l'humanité, a subi des dégâts, et des médias locaux ont rapporté que des parties extérieures du palais royal de Yogyakarta s'étaient effondrées.

## État de la situation
Certaines routes et ponts sont impraticables, rendant plus difficile encore l'acheminement des blessés vers les hôpitaux déjà envahis ; plusieurs centaines de victimes sont allongées à même le sol pour cause de manque de place, des perfusions étant accrochées aux arbres.
À la suite du séisme, le Merapi, le volcan qui fumait déjà depuis deux semaines, a craché un jet de roches sur son flanc ouest, mais les régions avaient déjà été désertées. Il est surveillé de près, les habitants craignant plus encore une nouvelle éruption volcanique.

## Bilan
Selon un bilan publié par le ministère des Affaires sociales, le tremblement de terre a fait 5 782 morts, 36 299 blessés, 200 000 sans abris. Le bilan ne cesse de s'alourdir au fil des heures. La majorité des victimes se trouvent dans la ville de Bantul, sud d'Indonésie, où 2 708 personnes ont été tuées dans le désastre.

## Aides

### Aides gouvernementales
Le 28 mai, le gouvernement indonésien demande l'aide de la communauté internationale.
| Australie             | Le pays a débloqué 3 millions de dollars australiens (1,78 million d'euros) en vivres d'urgence et matériel médical et d'hébergement. |
| Arabie saoudite       | Le pays a débloqué une aide de 5 millions de dollars. |
| Belgique              | Le pays a d'abord débloqué une aide d'urgence de 500 000 euros qu'il a été décidé de porter à un million lors d'une réunion ministérielle le 29 mai. |
| Canada                | Le pays a débloqué une aide de 1,8 million de dollars américains. |
| Chine                 | Le pays a débloqué une aide de 2 millions de dollars (1,6 million d'euros). |
| Commission européenne | La Commission européenne a débloqué qu'elle fournirait 3 millions d'euros pour venir au secours des victimes du tremblement de terre. |
| Corée du Sud          | Le pays a envoyé le 28 mai, 19 médecins et sauveteurs et pour 100 000 dollars (78 145 euros) de matériel médical d'urgence. |
| États-Unis            | Washington a débloqué une aide d'urgence de 2,5 millions de dollars. |
| France                | Une équipe française composée de deux représentants du ministère de la Santé et de deux spécialistes de la Sécurité civile s'est envolée pour Djakarta dimanche 28 mai en milieu d'après-midi, afin d'évaluer l'ampleur des sinistres et de préparer l'envoi éventuel d'un détachement de la Sécurité civile. Handicap International a envoyé deux experts en traumatologie, un logisticien, du matériel d'urgence (fauteuils roulants, béquilles…) et une spécialiste de la prise en charge des blessés de catastrophes naturelles. Le ministre des Affaires étrangères, Philippe Douste-Blazy a annoncé le 29 mai au soir qu'un avion cargo avec à son bord 40 tonnes de matériel humanitaire, notamment des unités de traitement d'eau potable type Aquaforce 5000 avec deux volontaires (Jocelyn Duval et Nicolas Dutreix) pour les installer était parti pour Java. |
| Japon                 | Le Japon a envoyé le dimanche 28 mai une équipe composée de sept médecins et infirmières. |
| Malaisie              | Le pays a dépêché environ 300 spécialistes des secours en situation de catastrophe, cinq médecins, des infirmiers et une tonne de vivres, couvertures et autres produits de première nécessité. |
| Norvège               | Le pays a dépêché une équipe médicale pour établir un hôpital de campagne. |
| Nouvelle-Zélande      | Le pays a débloqué au minimum 500 000 dollars néo-zélandais (248 000 euros). |
| Pays-Bas              | Le pays débloque une aide d'urgence d'un million d'euros. |
| Singapour             | Le pays a débloqué 50 000 dollars (39 249 euros) de fournitures d'urgence, dépêchait une équipe médicale de 35 personnes, 43 spécialistes des secours en situation de catastrophe et trois chiens de recherches. |
| Taïwan                | Le pays a débloqué une aide de 100 000 dollars, envoie d'une première équipe de 20 secouristes et de 6 médecins et infirmières. |
| Thaïlande             | Le pays a débloqué une aide 100 000 dollars et de 1 000 tonnes de riz. |

### Organisation non gouvernementale
Les ONG, nationales et internationales, lancent des appels à la solidarité envers leurs concitoyens.

#### en Belgique
- Le Consortium belge pour les situations d'urgence (Unicef, Oxfam, Handicap International, Médecin du Monde, Caritas) : appel
- La Croix-Rouge de Belgique : appel
- Une première équipe de Medecins sans frontières-Belgique a quitté la Belgique ce dimanche 28 mai

#### en Suisse
- Les œuvres suisses d'entraide (Croix-Rouge, Caritas Suisse et l'Entraide protestante suisse) débloquent 400 000 francs suisses d'aide aux sinistrés  (source)

## Nouveaux séismes
Un séisme d'une magnitude de 6,2, a frappé vers 03 heures 26 GMT, la région de Papouasie-Nouvelle-Guinée.
Un deuxième séisme d'une magnitude de 6,7 sur l'échelle de Richter a quant à lui touché les îles Tonga, dans le Pacifique, a annoncé l'institut américain de recherche géophysique (USGS). Il a eu lieu à 16 heures 36 heures locales (03 heures 36 GMT), et que son épicentre se situait à 145 km au nord-est de la capitale, Nuku'alofa, et à une profondeur de 50 km.
On ignore dans l'immédiat si ces violents tremblements de terre ont fait des victimes ou des dégâts.